# NGC 3675

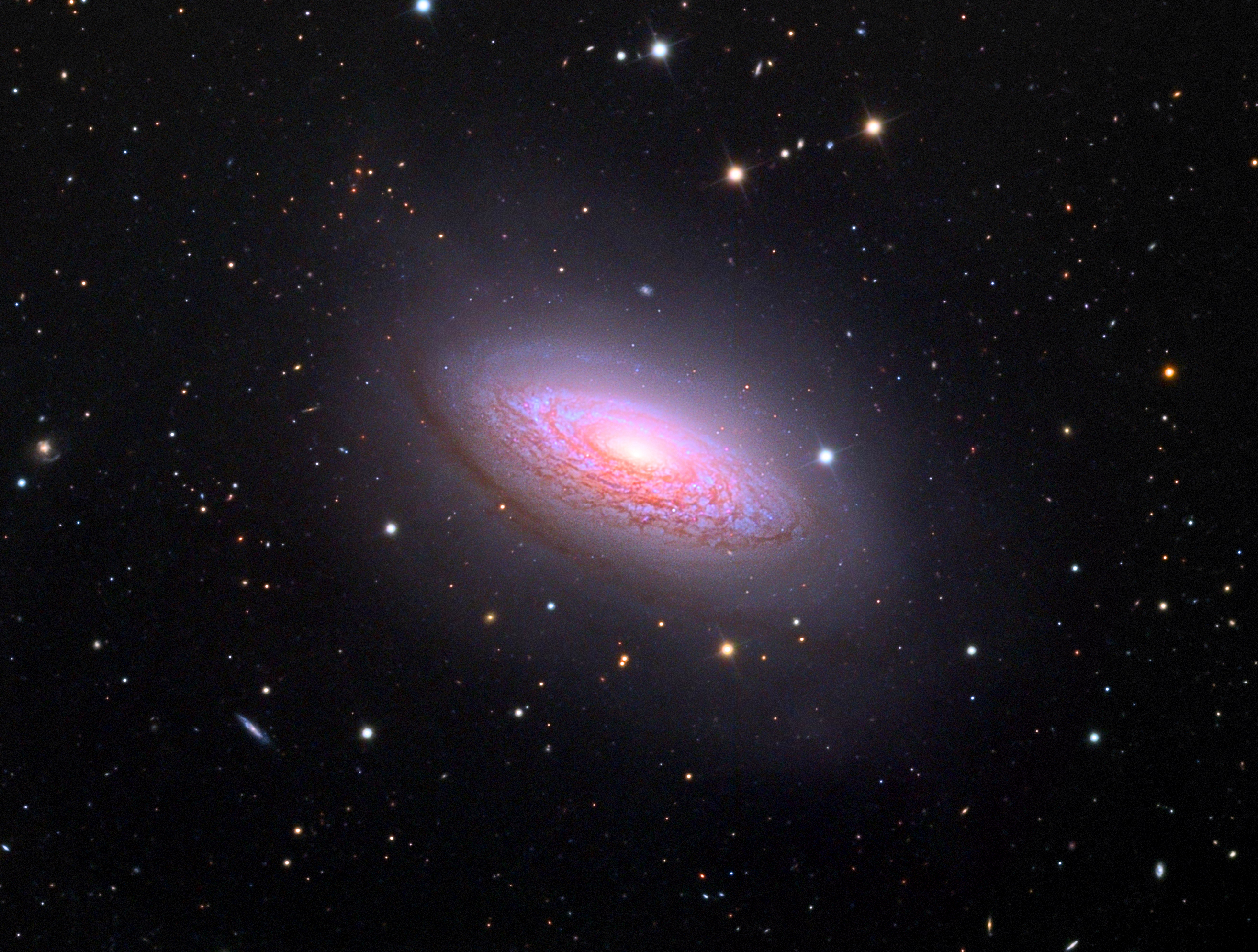
Hình ảnh của NGC 3675

NGC 3675 là tên của một thiên hà xoắn ốc nằm trong chòm sao Đại Hùng. Khoảng cách của nó với trái đất của chúng ta xấp xỉ khoảng 50 triệu năm ánh sáng. Kích thước biểu kiến của nó là khoảng 100000 năm ánh sáng. Năm 1786, nhà thiên văn học người Anh gốc Đức William Herschel đã phát hiện ra thiên hà này.
Nó có một vùng phát xạ hạt nhân ion hóa thấp. Ở trung tâm thiên hà có một lỗ đen siêu khối lượng với khối lượng ước tính là từ 10 đến 39 triệu lần khối lượng mặt trời dựa trên tốc độ phân tán được ước tính bởi kính viễn vọng không gian Hubble. Mặc dù trong các bức ảnh hồng ngoại, cấu trúc thanh chắn hiển thị rất mạnh mẽ  nhưng những quan sát xa hơn thì lại phủ định điều trên. Đĩa xoắn ốc của thiên hà này là loại III và có một cấu trúc bụi nổi bật ở phía đông. Thiên hà này có 2 cấu trúc đai với đường kính lần lượt là 1,62' và 2,42'. Các nhánh xoắn ốc thì xoắn lại khá chặt và tạo thành một cấu trúc đai giả ở bên trong. và chúng tiếp tục vươn ra bên ngoài. Các nhánh xoắn ốc bên ngoài thì khá chấp vá và nhỏ như sợi tơ.
Một siêu tân tinh tên là SN 1984R được quan sát là nằm trong thiên hà này vào năm 1984.

## Dữ liệu hiện tại
Theo như quan sát, đây là thiên hà nằm trong chòm sao Đại Hùng và dưới đây là một số dữ liệu khác:
Xích kinh 11h 26m 08.6s
Độ nghiêng 43° 35′ 09″
Giá trị dịch chuyển đỏ 770 ± 1 km/s
Cấp sao biểu kiến 10.0
Kích thước biểu kiến 5′.9 × 3′.1
Loại thiên hà SA(s)b 